# Jaco van Zyl
Jaco Phillipus van Zyl (Kokstad, 23 februari 1979) is een professioneel golfer uit Zuid-Afrika.

## Amateur

### Gewonnen
- 2000: Zuid-Afrikaans Amateur Kampioenschap

## Professional
Van Zyl werd in 2001 professional. Hij speelde op de Sunshine Tour en behaalde daar in 2005 zijn eerste overwinning. Zijn grootste overwinning was het Zuid-Afrikaans PGA Kampioenschap, dat ook deel uitmaakt van de Sunshine Tour.
In 2006 speelde hij op de Nationwide Tour in de Verenigde Staten. Aan het einde van dat jaar behaalde hij via de Tourschool een spelerskaart voor de Amerikaanse PGA Tour maar dat was te hoog gegrepen. In 21 toernooien haalde hij in 2007 slechts vier keer de cut en verloor zijn spelerskaart. Op de Nationwide Tour behaalde hij dat jaar een tweede plaats en eindigde in de top 100 van hun ranglijst.
Jaco van Zyl kwam daarna terug naar Zuid-Afrika. Hij trouwde en ging in Lonehill wonen. Ze hebben in 2010 hun tweede kind gekregen.

### Gewonnen

#### Sunshine Tour
- 2005: Platinum Classic
- 2008: Vodacom Origins of Golf Tour Final at St. Francis
- 2009: Telkom PGA Championship, Samsung Royal Swazi Sun Open, Telkom PGA Pro-Am
- 2010: Vodacom Origins of Golf Tour at Sishen, Nashua Golf Challenge, Telkom PGA Pro-Am, SAA Pro-Am Invitational
- 2013: Dimension Data Pro-Am, Telkom PGA Championship, Investec Cup

#### Anders
- 2003: Event 6 op de State mines Golf Club (Diners Club Tour)